# Nəriman Nərimanov (Metro Baku)

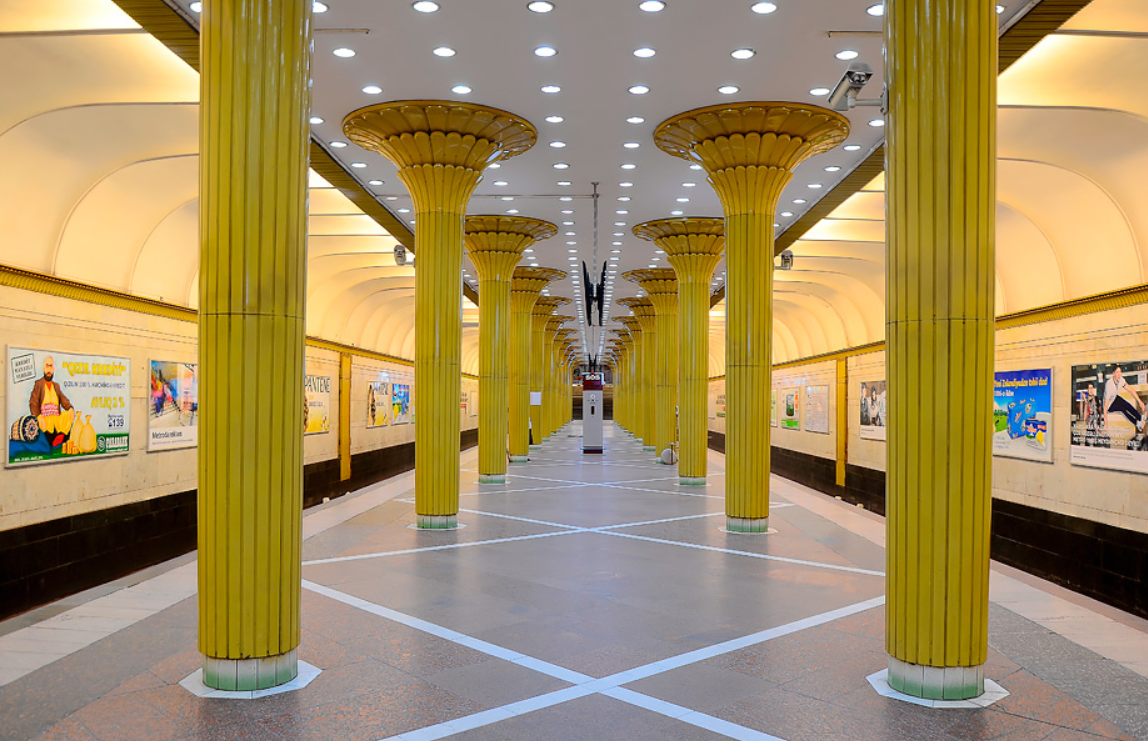

Nəriman Nərimanov ist ein Knotenpunkt der Linien 1 und 2 der Metro Baku. Die Station wurde am 6. November 1967 im Zuge der Einweihung der Metro Baku eröffnet. Seit der Eröffnung der Linie 2 im Jahr 1976 ist die Station ein Knotenpunkt. Der Metrounfall von Baku, der folgenreichste Bahnunfall aller Zeiten, fand nahe der Station statt.
Der ursprüngliche Planname für die Station war „Montino“.
In der Nähe befindet sich eine Bushaltestelle der Linien 6, 14, 15, 25, 26, 38, 67, 69 und 202 der Stadt Baku.